# Isabelle Pauthier
Isabelle Pauthier, née à Mâcon (France) le 26 février 1968, est une femme politique et historienne d'art belge, d'origine française.

## Études
Isabelle Pauthier effectue ses études en France. Elle fait d'abord ses classes préparatoires littéraires. Elle obtient ensuite une maîtrise en histoire à l'Université de Nancy-II pour préparer son entrée à l'École du Louvre et à la Sorbonne,.

## Carrière
De 1997 à 2019, Isabelle Pauthier travaille à l'ARAU. Elle en assure la direction jusqu'à l'année de son départ. 
Depuis 2019, elle est administratrice de l'ASBL Etopia.

## Politique
Aux élections régionales du 26 mai 2019, Isabelle Pauthier est élue Ecolo au Parlement de la région de Bruxelles-Capitale et siège également au Parlement francophone bruxellois,. La même année, elle se présente avec Jean-Marc Nollet comme coprésidente du mouvement Ecolo mais se voit refusée ce rôle, car elle n'appartient pas au parti depuis suffisamment de temps.
En 2021, elle prend position sur les projets du plateau du Heysel.  
Le 2 février 2024, elle remplace Zoé Genot en tant que sénatrice des entités fédérées désignée par le Parlement de la Communauté française au Sénat fédéral, où elle siège jusqu'au 27 mai 2024. Le 16 septembre 2024, elle assure le remplacement de Marie Lecocq au Parlement de la région de Bruxelles-Capitale, Marie Lecocq se concentrant sur sa fonction de coprésidente d’Ecolo. 